# 平儿

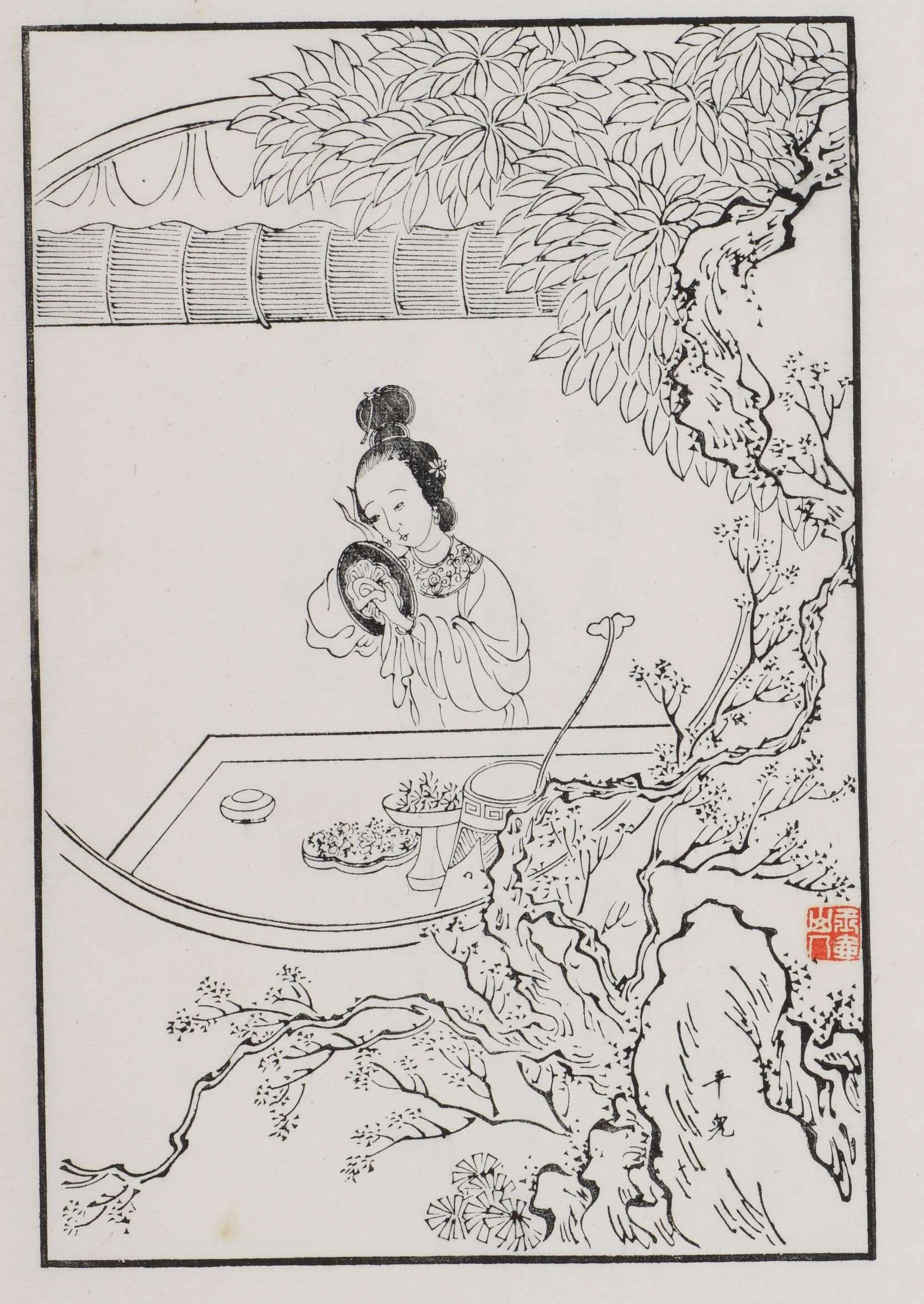
平儿【清】改琦绘

平儿，中國古典文學《红楼梦》中的人物，王熙凤的心腹大丫鬟，賈璉的通房丫鬟，也就是未正式迎娶的妾:311。
平兒自小無父無母，是王熙鳳的陪嫁丫鬟，姿色嬌美，善體人意，又善於處世應變，隨王熙鳳嫁到賈家。當初陪嫁的共有四人，後來死的死，散的散，只剩平兒:154。相較於王熙鳳的陰險狠毒、凶悍潑辣，平兒是一個仁慈善良、溫柔賢慧的女人，兼具睿智與忠誠，因此能安處於王熙鳳和賈璉之間，雖亦受過不少委屈。在賈璉和多姑娘私通時，平兒從枕套中抖出一綹青絲，但她向鳳姐隱瞞了真相，避免了一場風波。
平兒因告知王熙鳳賈璉偷娶尤二姐之事而間接傷害了尤二姐，為此於心不忍，私下暗自幫助尤二姐，甚至滴淚說道：「想來都是我坑了妳！我原是一片痴心，從沒瞞她的話……既聽見你在外頭，豈有不告訴她的……誰知生出這些個事來」，但是尤二姐并没有怨恨平儿，说自己一心想要进来，即使没有平兒去说，自己还是会靠其他理由进贾府。在尤二姐被王熙鳳害死後，王熙鳳不願出錢置辦喪禮，平兒私下拿出存了多年的財物幫助賈璉。

## 判词
平儿没有判词。
賈寶玉曾慨歎道：「思平兒並無父母兄弟姐妹，獨自一人，供應璉鳳夫婦二人。賈璉之俗，鳳姐之威，他竟能周全妥貼，今兒還遭荼毒，想來此人薄命，比黛玉猶甚」。

## 高鹗续写
在續書裡，王熙鳳死後，平兒悉心照料王熙鳳的女兒巧姐，之後巧姐險被狠舅奸兄所賣，是平兒安排，讓巧姐逃出、投靠劉姥姥。後來賈璉將平兒扶正為正室。